# Kopaszyńska Góra
Kopaszyńska Góra – wzgórze, wzniesienie, położone w obrębie Wzgórz Trzebnickich, w mikroregionie Grzbietu Trzebnickiego. Jest jednym z wierzchołków Baraniego Masywu. Znajduje się w gminie Prusice. Wzniesienie zagospodarowane jest jako użytki rolne. Jego wierzchołek położony jest na wysokości bezwzględnej wynoszącej 161,0 m n.p.m.

## Położenie i otoczenie
Kopaszyńska Góra jest częścią Wzgórz Trzebnickich}, będących mezoregionem o identyfikatorze 318.44 (według regionalizacji fizycznogeograficznej opracowanej przez Jerzego Kondrackiego), należących do Wału Trzebnickiego (makroregion o indeksie 318.4). W ramach tych Wzgórz Trzebnickich wyróżnia się także mikroregion, obejmujący Kopaszyńską Górę – Grzbiet Trzebnicki (mikroregion o indeksie 318.444), która w jego obrębie jest jednym z wierzchołków Baraniego Masywu. Masyw ten leży w jego północno-zachodniej części Grzbietu Trzebnickiego.
Natomiast pod względem podziału administracyjnego wzniesienie jest położone na terenie gminy Prusice, w obrębie ewidencyjnym Świerzów. Gmina ta przynależy do powiatu Trzebnickiego w województwie dolnośląskim. Wierzchołek leży w pobliżu drogi łączącej Golę (położoną na północ od wierzchołka) i Świerzów (położony na południe od wierzchołka).

## Charakterystyka
Kopaszyńska Góra jest jednym z kilku wierzchołków położonych w Baranim Masywie. Najwyższy punkt Kopaszyńskiej Góry osiąga wysokość bezwzględną wynoszącą 161,0 m n.p.m. Wzniesienie pokryte jest użytkami rolnymi, choć w pewnej odległości po stronie północnej i zachodniej rozpościera się kompleks leśny pokrywający większą część Baraniego Masywu. Na wschód od wierzchołka, w jego pobliżu, przebiega droga łącząca Golę i Świerzów. W ramach Baraniego Masywu na południe od tego wierzchołka leży Chwałowa Góra, na kierunku północno-wschodnim Stoczno, a na kierunku południowo-zachodnim Wilkowska Góra. Poza tym na północny zachód do Kopaszyńskiej Góry w ramach Grzbietu Trzebnickiego wnosi się kolejne wzniesienie Brzozówek.

## Nazwa
Nazwa własna – Kopaszyńska Góra – jest nazwą urzędową. Została ustalona i ujęta w państwowym rejestrze nazw geograficznych na podstawie Zarządzenia nr 70 z dnia 30 marca 1954 r. wydanego przez Prezesa Rady Ministrów (Monitor Polski z 1954 nr 38, poz. 516). Odnosi się ona do ukształtowania terenu należącego do rodzaju wzgórza, wzniesienia. W rejestrze tym przypisano jej identyfikator: PRNG – 206626, identyfikator IIP – PL.PZGiK.320.NGRP.206626. Podaje on następujące współrzędne geograficzne punktu głównego masywu: szerokość geograficzna – 51°20'50" N, długość geograficzna – 16°56'06" E. W rejestrze tym jest ważna od 12.02.2015 r.
W czasie przynależności tego obszaru do Niemiec wzniesienie nosiło nazwę Kirsch Berg.